# Savalou
Savalou egy kis királyság Benin Collines megyéjében. A község területe 2674 km2, lakossága 2012-ben 35 433 fő volt.  Odile Ahouanwanou olimpiai benini gátfutó szülőhelye. 

## Külső linkek
- Savalou (franciául)